# Federico Revilla
Federico Revilla (18 de agosto de 1934) es un traductor, investigador y periodista español, autor de diversas monografías de las que podría destacarse el Diccionario de Iconografía. Sus titulaciones de doctor en Filosofía y Letras (Historia del Arte), licenciado en Ciencias de la Información y consejero en Relaciones Públicas, han derivado en un variado repertorio editorial de libros de consulta, biografías, historia y algunas obras de narrativa.

## Selección de obra publicada
- “Diccionario de iconografía y simbología”. Sexta Edición. Ediciones Cátedra. Madrid, 2009.[3][4]
- Revilla, Federico (1973). El sexo en la historia de España. Ediciones 29. ISBN 9788471750525. Consultado el 1 de enero de 2024.[5]

- “Fundamentos antropológicos de la simbología”. Ediciones Cátedra. Madrid, 2007.[6]

- “Momentos cumbre del cine mundial”. Parnass Ediciones. Barcelona, 2009.[7]